# Monrupino
Monrupino (em esloveno Repentabor) é uma comuna italiana da região do Friul-Veneza Júlia, província de Trieste, com cerca de 867 habitantes. Estende-se por uma área de 12 km², tendo uma densidade populacional de 72 hab/km². Faz divisa com Sgonico, Trieste e Sežana (Eslovênia).

## Demografia
| Variação demográfica do município entre 1861 e 2011                               |
|                                                                                   |
| Fonte: Istituto Nazionale di Statistica (ISTAT) - Elaboração gráfica da Wikipedia |